# 鍛冶屋原駅

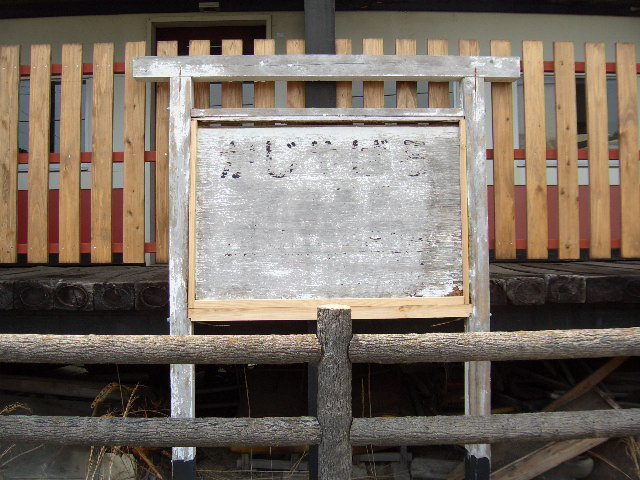
上板町立歴史民俗資料館にある駅名標（2009年5月）

鍛冶屋原駅（かじやばらえき）は、かつて徳島県板野郡上板町七条字西栗ノ木に存在した日本国有鉄道（国鉄）鍛冶屋原線の駅（廃駅）である。電報略号は、カチ。

## 歴史
- 1923年（大正12年）2月15日：阿波電気軌道（後の阿波鉄道）池谷 - 当駅間開業と同時に開設[1]。
- 1933年（昭和8年）7月1日：阿波鉄道が国有化され国鉄阿波線の駅となる[2]。
- 1943年（昭和18年）11月1日：レール供出のため営業休止[3]。
- 1947年（昭和22年）7月15日：営業再開[4]。
- 1972年（昭和47年）1月16日：鍛冶屋原線廃線と同時に廃止[5][6]。

## 駅構造
当項では廃止時の状況を解説する。
小規模な機関車駐泊所を備えた駅であり、利用客は少なかったが待合室には1971年10月の時点でもキヨスクが存在した。

## 駅周辺
当項では廃止後の周辺施設や道路を解説する。
- 徳島県道139号船戸切幡上板線
- 徳島特急輸送（旧ジェイアール四国バス徳島支店鍛冶屋原営業所に所在）
- 徳島板野警察署上板町鍛冶屋原駐在所
- 上板町役場
- 阿波銀行上板支店
- 上板郵便局
- 上板町立松島小学校
- 上板町立松島保育所
- あだち歯科医院
- 野田医院

## 現況

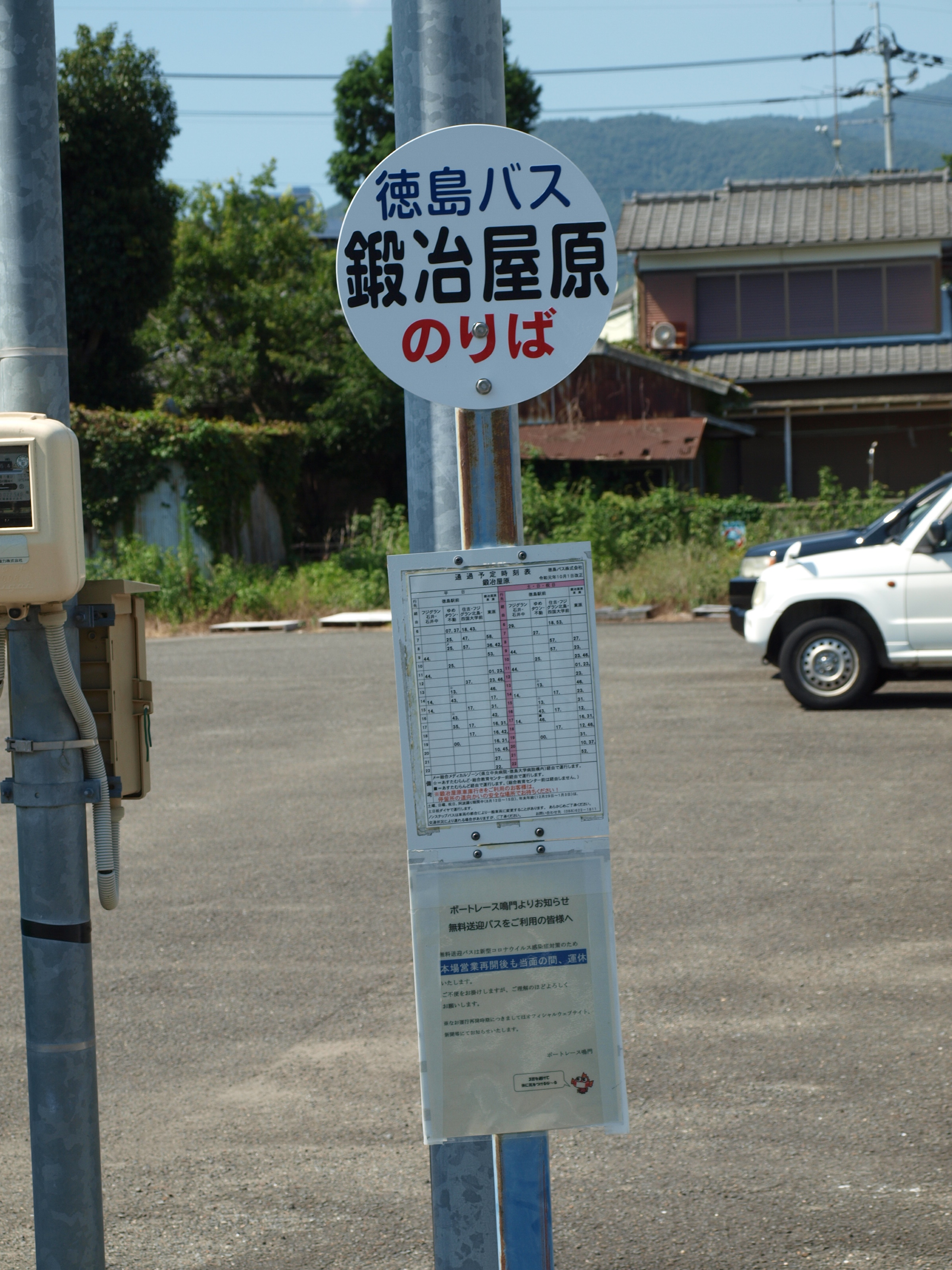
徳島バス鍛冶屋原バス停（2020年8月）

- 鉄道廃止後は代替路線を担当した国鉄バス（後のJR四国バス）のバスターミナルと営業所が設置されたが、1996年（平成8年）にバスも廃止され、長年高速バス営業所のみが残されていたがそれも廃止された（徳島バスがほぼ当路線に沿って路線バスを運行している）。
- 駅本屋があった辺りは駐在所になっている。
- 当駅跡の一角（阿波銀行とITセンターの狭間）には、記念の碑が建てられている。
- 駅跡碑に道路を挟んで、徳島バスのバス停標識が相対する。すなわち、徳島駅行き標識のみが立てられていて、標識の時刻表には鍛冶屋原車庫利用者は道向かいの安全な場所で待つように案内されている。
- 当駅で使用されていた駅名標が、旧駅跡より北方約1.5kmの上板町立歴史民俗資料館に保存展示されている。ただし、老朽化が進み、状態はよくない。

## 隣の駅
日本国有鉄道
鍛冶屋原線
神宅駅 - 鍛冶屋原駅